# 长叶关木通
长叶关木通（学名：Isotrema championii）又名竹叶薯、三筒管、绊藤香，是马兜铃科关木通属的植物，是中国的特有植物。分布于中国的广东、香港，生长于海拔500米至900米的地区，见于山谷密林中。
叶片披针形至线状披针形; 檐部3浅裂, 内面黑紫色, 被疣突, 喉口黄色, 无或有黑紫色斑点。